# David Pizarro
David Marcelo Pizarro Cortés (Valparaíso, 1979. szeptember 11. –) olimpiai bronzérmes chilei labdarúgó, a chilei Universidad de Chile középpályása.